# Боттіно (округ, Північна Дакота)
48°47′ пн. ш. 100°50′ зх. д. / 48.79° пн. ш. 100.84° зх. д.
Округ Боттіно (англ. Bottineau County) — округ (графство) у штаті Північна Дакота, США. Ідентифікатор округу 38009.

## Історія
Округ утворений 1873 року.

## Демографія
За даними перепису
2000 року
загальне населення округу становило 7149 осіб, усе сільське.
Серед мешканців округу чоловіків було 3600, а жінок — 3549. В окрузі було 2962 домогосподарства, 1954 родин, які мешкали в 4409 будинках.
Середній розмір родини становив 2,9.
Віковий розподіл населення поданий у таблиці:
| Стать    | До 15 років | 15-21 | 22-29 | 30-39 | 40-49 | 50-65 | 65-85 | Понад 85 |
| -------- | ----------- | ----- | ----- | ----- | ----- | ----- | ----- | -------- |
| Чоловіки | 653         | 447   | 207   | 402   | 601   | 657   | 540   | 93       |
| Жінки    | 586         | 345   | 161   | 401   | 531   | 636   | 708   | 181      |

## Суміжні округи
- Rural Municipality of Argyle No. 1[en], Канада — північ
- Ту-Бордерс, Манітоба, Канада — північ
- Бренда-Васкада, Манітоба, Канада — північ
- Делорейн-Вінчестер, Манітоба, Канада — північ
- Бойзевейн-Мортон, Манітоба, Канада — північ
- Ролетт — схід
- Пієрс — південний схід
- Макгенрі — південь
- Ренвілл — захід

## Виноски
1. ↑  US Decennial Census. US Census Bureau. Архів оригіналу за 26 квітня 2015. Процитовано 27 січня 2015.
2. ↑  Historical Census Browser. University of Virginia Library. Архів оригіналу за 11 серпня 2012. Процитовано 27 січня 2015.
3. ↑  Forstall, Richard L., ред. (27 березня 1995). Population of Counties by Decennial Census: 1900 to 1990. US Census Bureau. Архів оригіналу за 5 березня 2015. Процитовано 27 січня 2015.
4. ↑  Census 2000 PHC-T-4. Ranking Tables for Counties: 1990 and 2000 (PDF). US Census Bureau. 2 квітня 2001. Архів оригіналу (PDF) за 18 грудня 2014. Процитовано 27 січня 2015.
5. ↑  State & County QuickFacts. Бюро перепису населення США. Архів оригіналу за 7 липня 2011. Процитовано 31 жовтня 2013.(англ.) Наведено за англійською вікіпедією.
6. ↑  American FactFinder. Бюро перепису населення США. Архів оригіналу за 26 лютого 2012. Процитовано 31 січня 2008. [Архівовано 2008-05-21 у Wayback Machine.]

| США | Це незавершена стаття з географії США. Ви можете допомогти проєкту, виправивши або дописавши її. |